# Zuckerfabrik Pelplin 5
|  | Dieser Artikel wurde aufgrund von akuten inhaltlichen oder formalen Mängeln auf der Qualitätssicherungsseite des Portals Bahn eingetragen. Bitte hilf mit, die Mängel dieses Artikels zu beseitigen, und beteilige dich bitte an der Diskussion. Artikel, die nicht signifikant verbessert werden, können gelöscht werden. |

Die schmalspurige Dampflokomotive der Zuckerfabrik Pelplin mit der Betriebsnummer 5 und einer Spurweite von 750 mm wurde von Krauss im Jahr 1911 gebaut. Mit der Verstaatlichung der Betriebe in Polen erhielt die Lokomotive nach dem Zweiten Weltkrieg eine Bezeichnung, die dem Bezeichnungssystem der Polskie Koleje Państwowe (PKP) angeglichen wurde. Die Tyb-6452 ist im Eisenbahnmuseum in Sochaczew als Exponat erhalten.

## Geschichte

### Zuckerfabrik Pelplin 5
Die Lokomotive wurde von der Zuckerfabrik Pelplin 1911 bei der Münchener Firma Krauss mit der Fabriknummer 6452 gekauft und erhielt bei der Zuckerfabrik die Nummer 5. Die Lokomotive versah bei der Zuckerfabrik Rangierdienste. Anfallende Ausbesserungen wurden in der fabrikeigenen Werkstatt durchgeführt.

### Cukrownia Pelplin Tyb-6452
Nach dem Zweiten Weltkrieg blieb die Lokomotive weiterhin bei der Zuckerfabrik im Dienst. Sie erhielt die Bezeichnung Tyb-6452, die dem Bezeichnungssystem der PKP-Schmalspurlokomotiven entsprach. Dabei bedeuten T eine Tenderlokomotive, y drei Antriebsachsen und b eine hintere Laufachse. Als Ordnungsnummer wurde die Herstellernummer der Lokomotive verwendet.
Nach 1958 wurden Ausbesserungen in der Zakłady Naprawcze Taboru Kolejowego (ZNTK) Nowy Sącz durchgeführt. Die Nummer 5 war bis 1976 bei der Zuckerbahn (Industriebahn Pelplin) im Dienst und wurde nach zwei Jahren Abstellung dem Eisenbahnmuseum Warschau übergeben. 2023 ist die Lokomotive im Eisenbahnmuseum in Sochaczew als Exponat ausgestellt. Der aktuelle Zustand ist unbekannt, nachdem der Lokomotive bereits 2015 zahlreiche Anbauteile fehlten und diese schwere Rostschäden hatte.

## Konstruktion
Die Lokomotive wurde ebenso wie die Zuckerfabrik Pelplin 1–2 nach dem Krauss-Typ XXXV gefertigt, diese Lokomotive aber nach dem Zusatz zs anstatt kk bei den älteren beiden Maschinen. Beide Typen haben in etwa dieselbe Dampfmaschine, die neuere Lokomotive besitzt mehr Vorräte und daher eine größere Masse. Durch die Schornsteinform ist das Aussehen der Lokomotiven unterschiedlich.
Der Blechrahmen ist mit einer Stärke der Rahmenwangen von 12 mm ausgeführt. Innerhalb der Rahmenwangen ist ein Wasserbehälter angebracht. An den Stirnseiten des Rahmens ist je eine Pufferbohle angebracht, an ihr ist eine Balancierhebelkupplung befestigt. Die Antriebsachsen der Lokomotiven sind mit Innenlagerung im Rahmen geführt, die erste und zweite Achse sind fest gelagert, die dritte Kuppelachse bildet mit der hinteren Laufachse ein Krauss-Helmholtz-Lenkgestell. Aus diesem Grund wird für die Laufachse ein Außenrahmen verwendet. Treibachse ist die zweite Achse. Gefedert wurden die Achsen von oberhalb der Achslager angeordneten Blattfedern.
Der Flammrohrkessel besaß eine kupferne Feuerbüchse, die nach dem Zweiten Weltkrieg durch eine stählerne ersetzt wurde. Er besteht aus zwei Schüssen. Auf dem ersten Schuss sitzt der Dampfdom mit Regler, auf dessen Haube sind zwei Sicherheitsventile nach Bauart Krauss mit Druckfedern angebracht. Auf dem zweiten Kesselschuss sitzt der Sanddom, mit dem durch Handbedienung gesandet werden konnte. Es wurde die Treibachse von vorn und die dritte Achse von hinten gesandet. Die Rauchkammer besitzt einen runden Verschluss. Auf ihr sitzt ein herkömmlicher Schornstein mit einem Funkenfänger. Gespeist wurde der Kessel durch zwei Injektoren Bauart Friedmann mit einer Förderleistung von 60 l/min. Die Lokomotive besaß einen Ejektor Bauart Körting auf der rechten Seite, um Wasser aus offenen Gewässern aufnehmen zu können. Die Zweizylindermaschine wurde mit einer Heusinger-Steuerung gesteuert, die Zylinder besaßen Flachschieber. Der Kreuzkopf wurde zweischienig auf der Gleitbahn geführt.
Die Lokomotive hatte eine Handbremse, die auf die erste Achse wirkte. Ursprünglich war die Lok mit einer Petroleumbeleuchtung ausgestattet, diese wurde in den 1960er Jahren gegen eine elektrische mit einem Turbogenerator ausgetauscht. Dieser saß auf dem Kesselscheitel links zwischen Sand- und Dampfdom.  Der Kohlenkasten sitzt hinter dem Führerhaus.